# Ultima Underworld: The Stygian Abyss
Ultima Underworld: The Stygian Abyss — компьютерная ролевая игра с видом от первого лица, разработанная американской студией Blue Sky Productions и выпущенная в марте 1992 года компанией Origin Systems. Изначально предназначалась для операционной системы DOS, позже была портирована на японские компьютеры FM Towns, NEC PC-98, приставку PlayStation и сотовые телефоны с поддержкой операционной системы Windows Mobile.
Игра относится к ролевой серии Ultima, является ответвлением её основной номерной линейки — события происходят в том же вымышленном фэнтезийном мире, конкретно — внутри так называемой Великой Стигийской бездны, огромного подземелья, сохранившего остатки исчезнувшей утопической цивилизации. Игрок управляет Аватаром, традиционным протагонистом серии, который спускается в это подземелье в поисках похищенной баронской дочери.
Ultima Underworld считается первой ролевой игрой, сочетающей в себе вид от первого лица, боевую систему в реальном времени и реалистичное трёхмерное окружение, а также родоначальником жанра immersive sim. Она привнесла в жанр такие новшества, как возможность смотреть вверх и вниз, прыгать, плавать и летать в пространстве помещений. Беря за основу ранние подземельные ролевые игры (РПГ) наподобие Wizardry и Dungeon Master, игра была обогащена симуляционными элементами, сами разработчики отзывались о ней как о «симуляторе выживания в подземелье». Игра отличается нелинейной структурой прохождения и нетривиальным, эмерджентным игровым процессом.
Продажи Ultima Underworld составили почти полмиллиона копий, игра была тепло встречена критиками и впоследствии неоднократно включалась в различные залы славы и списки лучших РПГ по тем или иным критериям. В своё время игра оказала влияние на разработчиков ролевого жанра, ей вдохновлялись дизайнеры таких компаний как Bethesda Softworks и Valve Corporation, под влиянием Ultima Underworld возникли такие ролевые серии как Deus Ex и BioShock. У игры есть продолжения: Ultima Underworld II: Labyrinth of Worlds и Underworld Ascendant.

## Игровой процесс
Ultima Underworld представляет собой компьютерную ролевую игру с видом от первого лица в трёхмерном окружении. Управляемый игроком персонаж путешествует по большому многоуровневому подземелью, постепенно спускаясь от верхних этажей к нижним. Взаимодействие с игровым миром осуществляется посредством свободно перемещаемого курсора мыши и с помощью иконок обрамляющего экран графического HUD-интерфейса. Каждая иконка в меню позволяет выполнить определённое действие, например, при нажатии на иконку в виде глаза персонаж внимательно рассматривает находящийся перед ним объект, тогда как иконка в виде меча активирует боевой режим, в котором персонаж готов использовать имеющееся у него оружие. Путешествие протекает нелинейно: исследовать различные области, решать головоломки, выполнять задания игрок может в любой последовательности. В распоряжении игрока находится самозаполняющаяся карта, куда автоматически добавляются все объекты, находящиеся в поле зрения персонажа с учётом уровня освещённости в помещении, присутствует возможность внесения в карту собственных текстовых заметок. Для расширения зоны видимости могут быть использованы разнообразные источники света — факелы или фонари. Персонаж может смотреть вверх и вниз, бегать, прыгать, плавать.
Игра начинается с создания собственного персонажа, для которого указываются такие параметры как пол, класс и способности. Способности варьируются от умения сражаться топорами до навыков торговли и взлома замков. Участвуя в сражениях, выполняя задания и исследуя помещения, персонаж награждается очками опыта. Накопление опыта со временем приводит к росту уровня — при этом персонаж получает дополнительные очки жизни и ману. С ростом уровня появляется возможность читать мантры в святилищах. Каждая мантра — это небольшая текстовая запись в командной строке (к примеру, Om Cah), которая, будучи напечатанной, приводит к улучшению навыков. Простейшие мантры приведены в руководстве к игре, тогда как более сложные могут быть обнаружены по мере прохождения. В правой части экрана всегда отображается инвентарь со всеми имеющимися в наличии вещами, количество которых ограничено допустимым общим весом. Экипирование производится по системе «бумажной куклы», когда игрок с помощью курсора просто переносит иконки оружия и одежды на изображение персонажа.

Кадр игрового процесса. В центре находится основной экран, обрамлённый по сторонам элементами графического HUD-интерфейса.

Сражения происходят в реальном времени, игроку доступно оружие как ближнего, так и дальнего радиуса действия. Атаки производятся щелчком курсором на ту или иную область дисплея, а сила удара в данном случае зависит от времени удержания клавиши. Для некоторого оружия предусмотрены несколько типов атак, которые варьируются в зависимости от положения курсора на экране, например, нажатие в середине экрана вызывает рубящий удар, тогда как щелчок в нижней части позволяет выполнить укол. Точность попадания зависит от случайного значения, которое определяется за кадром по принципу броска кубиков. Раненые враги, чувствуя приближение смерти, иногда пытаются сбежать от персонажа. Игровая стелс-механика в отдельных случаях позволяет избегать сражений. Помимо оружия в арсенале персонажа находятся разнообразные заклинания, получаемые путём комбинирования найденных рунических камней. Всего в игре присутствуют более сорока заклинаний (некоторые из них недокументированы), а эффекты от колдовства могут быть самыми разными: от вызова землетрясения до возможности парить в воздухе.
Основной уклон в Ultima Underworld сделан на интерактивность и реалистичность, игра является скорее симулятором выживания в подземелье, нежели традиционной РПГ (ролевой игрой). Некоторые встречающиеся объекты не имеют никакого практического применения, персонаж часто находит обглоданные кости, камни и прочий мусор, который нельзя никак использовать. В игровом процессе есть возможность крафтинга, к примеру, при соединении зажжённого факела с початком кукурузы получается съедобный попкорн, а из палки и верёвки можно смастерить удочку для вылавливания рыбы из водоёмов. Используемое оружие со временем изнашивается, теряет эффективность, и персонаж вынужден отдавать его на починку или заменять более прочными образцами. Для поддержания жизнедеятельности необходимо регулярно питаться и отдыхать — при этом активный источник света полностью выгорает, если не потушить его перед сном. Физика игры позволяет бросать любые имеющиеся предметы прямо перед собой, попадая ими по различным поверхностям или врагам. В ходе путешествия встречаются неигровые персонажи, общение с которыми происходит путём выбора вариантов ответов в текстовом меню. Многие из обитателей подземелья имеют в инвентаре предметы, которые игрок может выменять по бартеру. Игра разработана таким образом, чтобы предоставить игрокам «палитру стратегий» с возникновением возможных неожиданных ситуаций, что характерно для концепции эмерджентного игрового процесса.

## Сеттинг
Как и в других частях серии Ultima, события Ultima Underworld разворачиваются в фэнтезийном мире Британния, но здесь всё действо по сути ограничено одной единственной локацией, огромным подземельем в несколько этажей — так называемой Великой Стигийской бездной. Вход в подземелье расположен на острове Аватара, небольшой территории, находящейся во власти барона Алмрика. Впервые Бездна фигурирует в Ultima IV: Quest of the Avatar, там это финальная локация, куда главный герой спускается для получения Рукописи абсолютной мудрости.
Хронологически сюжет Ultima Underworld берёт начало после событий Ultima VI: The False Prophet, когда некий человек по имени Кабирус попытался создать внутри Бездны утопическое поселение. Путём соединения восьми существующих в мире добродетелей он хотел воплотить новую девятую добродетель и для этого собрал в одном месте представителей разных культур и рас — жители должны были мирно сосуществовать друг с другом, а равновесие в таком обществе поддерживалось бы за счёт восьми волшебных артефактов, каждый из которых заключал в себе одну из восьми добродетелей и предназначался одной из восьми групп. Однако Кабирус внезапно умер, не успев раздать артефакты и не оставив после себя никаких распоряжений. В результате в поселении разразилась всеобщая война, приведшая к анархии и полному запустению, в то время как волшебные артефакты оказались утерянными. На момент начала игры Бездна содержит незначительные остатки былого поселения Кабируса, включая разрозненные группировки людей, гоблинов, троллей и других существ.

## Сюжет
Незадолго до начала событий основного сюжета проживавшие в Бездне братья-колдуны Гарамон и Тиболл, экспериментируя с магией межпространственного перемещения, случайно призывают злого демона Кромсателя покровов (англ. Slasher of Veils). Гарамону удаётся заманить демона в комнату, наполненную добродетелью, и запереть там. Однако коварный демон подговаривает Тиболла предать брата в обмен на великую силу, тот соглашается на предательство, но не может выпустить Кромсателя, поскольку Гарамон перед смертью всё же успевает запечатать его внутри. Из-за недостатка добродетели Тиболл не в силах распечатать комнату с демоном самостоятельно — для отворения двери он решает принести в жертву невинную дочь барона Алмрика.
В завязке игры призрак Гарамона является во сне к Аватару, главному герою повествования, и предупреждает его о нависшей над Британнией опасности. Аватар позволяет призраку перенести его на место действия, где наблюдает сцену похищения Тиболлом баронской дочери. Злодей благополучно сбегает, в то время как герой оказывается схваченным стражей на месте преступления. Разгневанный барон Алмрик допрашивает Аватара и ссылает его в Великую Стигийскую бездну, требуя вернуть дочь любой ценой.
Оказавшись в подземелье, Аватар отправляется в путешествие, спускаясь всё ниже и ниже, встречая по пути остатки существовавшего здесь поселения Кабируса. Встречаемые героем персонажи часто просят оказать им какую-либо услугу, принести тот или иной предмет, убить ненавистного врага либо каким-то другим образом поучаствовать в их жизни. Квесты не имеют однозначного решения, например, на первом уровне подземелья Аватар может встать на сторону одной из двух группировок гоблинов, при этом другая группировка начинает воспринимать его враждебно. В конечном счёте протагонист добирается до нижнего этажа, побеждает Тиболла и спасает баронскую дочь, запечатав демона в другом измерении.

## Разработка
Идея Ultima Underworld появилась ещё в 1989 году у штатного сотрудника Origin Systems Пола Нойрата. В то время он как раз закончил работу над Space Rogue — гибридной игрой, сочетающей элементы двухмерной тайл-РПГ и трёхмерного космического симулятора. По словам Нойрата, Space Rogue стала первым, пробным шагом в направлении смешения ролевых и симуляционных элементов, и ему это направление показалось многообещающим. Сочетание подобных жанров виделось разработчику в некотором смысле диссонансным, но он верил, что сможет добиться в данной области более впечатляющих результатов.
Я играл в Dungeons & Dragons. Я зачитывался фэнтези: Говардом, Лейбером, Вэнсом, Желязны, Ле Гуин и конечно же Толкином. Описанная Толкином Мория особенно привлекла моё внимание, она показалась мне отличным сеттингом для игры.
Нойрат был большим поклонником компьютерных ролевых игр наподобие Wizardry, но считал их примитивную абстрактную графику главным препятствием на пути к полному погружению в игровой мир. Он был уверен, что представленная в Dungeon Master перспектива от первого лица явилась «проблеском будущего», и предпринял попытку создать собственную фэнтезийную ролевую игру, основанную на этом примере. В начале 1990 года Нойрат подготовил документацию из нескольких страниц запланированного проекта под названием Underworld, где подробно описал некоторые детали своей задумки: в частности, в тексте присутствовали «гоблины на вскидываемых волнами гребных лодках, стреляющие из лука по игроку, балансирующему на раскачиваемом ветром канатном мосту». Затем он связался с бывшим сотрудником Origin Дагом Уайком и попросил его выполнить на основе документации концептуальные рисунки. Уайк с помощью программы Deluxe Paint Animation от руки набросал эскиз, изображающий игровой интерфейс и монстра, надвигающегося на игрока из темноты. Этот рисунок определил направление разработки, задал тон будущей игре и оставался главным ориентиром в течение всего производственного процесса. Для воплощения планов в жизнь весной Нойрат основал собственную компанию Blue Sky Productions (будущая Looking Glass Studios) с головным офисом в городе Сейлем (штат Нью-Гэмпшир). Одним из первых сотрудников новообразованной компании стал Даг Чёрч, обучавшийся в то время в Массачусетском технологическом институте. Таким образом, сформировался костяк команды разработчиков: Чёрч был назначен программистом, Уайк занял место художника-иллюстратора, тогда как Нойрат возглавил проект в качестве геймдизайнера. Активная разработка началась в мае 1990 года.
На раннем этапе разработки особенно остро стояла проблема отображения текстур. В конце 1980-х годов Нойрат экспериментировал с текстурами на компьютере Apple II, тогда эти опыты не увенчались успехом, но он верил, что на новых более мощных компьютерах IBM задуманное удастся реализовать. Он связался с программистом студии Lerner Research Крисом Грином, с которым был знаком ещё со времён сотрудничества с Недом Лернером, и тот написал под эту задачу подходящий алгоритм. Используя движок Space Rogue, алгоритм Грина, ассемблерный код игры Car and Driver и свои собственные наработки, команда Blue Sky спустя месяц напряжённой работы подготовила первую демоверсию. Нойрат отмечал, что демо получилось «быстрым, гладким, с реалистичным отображением текстур стен, в то время как полы и потолки оставались примитивно плоскими, а все коридоры и комнаты имели одинаковую высоту в три метра — в действительности всё было очень похоже на Wolfenstein 3D». В июне разработчики продемонстрировали эту версию на выставке Consumer Electronics Show и впечатлили присутствовавших там представителей Origin Systems. Именитый продюсер Origin Уоррен Спектор позже вспоминал об этом с нескрываемым восторгом: «Помню, как Пол показал мне это демо на CES, и я был просто ошарашен. Никто из нас не видел раньше ничего подобного». Летом компании договорились об издании будущей игры, при этом со стороны Origin поступило предложение подогнать проект под сеттинг серии Ultima. Команда согласилась с этим предложением, поэтому в конечном счёте игру переименовали в Ultima Underworld. Спектор надеялся лично продюсировать новую игру, но в итоге на должность продюсера назначили другого человека — позже он отмечал, что испытывал своего рода зависть, наблюдая за происходящим со стороны.
После переименования Даг Чёрч пригласил в команду своего однокурсника Дэна Шмидта, дипломированного программиста, только что окончившего Массачусетский технологический институт. Разработчики отказались от движка Space Rogue и создали новый движок, который мог бы отображать правдоподобный трёхмерный мир, с изменяющейся высотой помещений, с текстурированными полами и потолками. Чёрч вспоминал, что первый год производственного процесса был целиком посвящён созданию технической основы игры. Нойрат, однако, говорил, что технические аспекты отняли у них сравнительно мало времени, тогда как много усилий было отдано проработке деталей, механики, построению игрового мира. Ставилась задача «создать лучшую игру про подземелье, игру, которая значительно превосходила бы все многочисленные подобные игры, выпускавшиеся ранее».
Каждый член небольшой команды разработчиков исполнял одновременно по нескольку ролей, например, первые два этажа подземелья спроектировал Пол Нойрат, в то время как остальные создавались художниками, дизайнерами и программистами. По словам Шмидта, Нойрат нанял настоящего писателя, чтобы тот выступил автором сюжета и прописал все диалоги, но в итоге они не нашли взаимопонимания друг с другом и команда решила продумать сюжет самостоятельно. Одновременно с ролью программиста Чёрч также стал соавтором сценария совместно с Дэном Шмидтом и постепенно занял место лидера команды разработчиков. Диалоги персонажей каждого этажа подземелья прописывал тот человек, который проектировал этот этаж, при этом Шмидт взял на себя обязанности главного редактора и корректировал тексты всех авторов, чтобы они соответствовали общему стилю. Кроме того, Шмидт осуществлял функции звукорежиссёра — в итоге он не использовал в работе ни одного записанного вживую семпла, абсолютно все звуки были синтезированы им в графическом звуковом редакторе. Нойрат, по словам Чёрча, чутко руководил всем производственным процессом в начале разработки, но со временем больше внимания стал уделять административным вопросам и финансовой деятельности компании.
Суть проекта, как говорил Чёрч, состояла в «динамичном созидании». У разработчиков не было каких-то чётких правил и заранее прописанного плана, вместо этого они естественным путём шли к воплощению идеи создания «симулятора подземелья». Чёрч отмечал, что присоединение игры к серии Ultima отразилось на проекте положительно, серия дала им точку опоры, от которой можно было оттолкнуться для реализации дальнейших экспериментов. Команда состояла из молодых и малоопытных разработчиков, поэтому бо́льшую часть времени они импровизировали: «Мы могли просто придумать нечто, что казалось нам интересным, а затем, когда это было уже наполовину завершено, сказать „нет, это не работает“». По мнению Чёрча, такой метод проб и ошибок в целом оказался плодотворным, хотя привёл к значительному увеличению объёма работ: «Это привело к созданию четырёх разных систем передвижения персонажа, нескольких боевых систем и много чего ещё». Многие эксперименты обернулись неудачей, программисты часто прописывали код для таких вещей, которые впоследствии оказывались совершенно неуместными в условиях данного игрового процесса.
На протяжении первого года разработки, по словам Чёрча, представители Origin слабо верили в то, что начинающие авторы смогут завершить свою амбициозную игру: «По правде говоря, они не проявляли к нашему проекту вообще никакого интереса». Уоррен Спектор отмечал, что в первые несколько месяцев после подписания контракта руководство Origin скептически относилось к Ultima Underworld, хотя сам он всегда считал эту работу «проектом, способным изменить мир». Нойрат объяснял сложившееся положение вещей дальним расположением своей команды — издатель и студия разработки находились на расстоянии около 2400 км друг от друга. При всём при том, известно, что управляющий Origin Ричард Гэрриот помогал разработчикам с интеграцией игры в серию Ultima. Изначально на реализацию проекта было выделено 30 тыс. долларов, но конечная стоимость разработки составила 400 тысяч. Игра отчасти финансировалась Недом Лернером, а часть денег поступала от самого Нойрата, использовавшего доходы от продаж Space Rogue. Студия работала в условиях крайне ограниченного бюджета.
Спустя год активной работы разработчики узнали, что проект покинул главный продюсер, уже второй по счёту (первый ушёл в самом начале разработки), и какое-то время команда существовала без продюсера. Тем не менее, как отмечал Нойрат, этот человек всё равно не был серьёзно вовлечён в создание игры, его уход почти никак не сказался на ходе работ. Ходили слухи, что Origin собирается вовсе отменить проект. Тогда команда обратилась за помощью к Спектору, который ранее уже сотрудничал с Нойратом в рамках проекта Space Rogue, и его в конечном счёте утвердили на должность продюсера. Чёрч позже назвал это событие «большой удачей для всех». Спектор без отлагательств включился в работу, начал плотно взаимодействовать с командой разработчиков, часто звонил им по телефону и приезжал на студию лично. Нойрат оказался доволен активностью именитого продюсера: «Уоррен сразу понял, чего мы пытаемся добиться от своей игры и стал нашим главным поборником в рядах Origin. Если бы на данном этапе он не занял бы этот пост, я не уверен, что Ultima Underworld вообще когда-нибудь увидела бы свет». Чёрч сказал, что Спектор помог «отполировать» игру и «воплотить её в реальность», за счёт своего богатого опыта в игровой индустрии он смог удерживать всех в состоянии предельной концентрации и утвердил в качестве приоритетной задачи получение конечного продукта: «Его квалификация помогла мне и другим ребятам перезагрузиться, посмотреть на происходящее глазами человека, который уже делал нечто подобное».
Нас было около восьми человек в комнате 15 × 15, сидели в неудобных красных шезлонгах, отправляли факсы со списками багов в Origin и обратно, ревела музыка. И чтобы избежать помешательства, по 30 минут в день мы играли в Monkey Island II.
Последние четыре месяца разработки протекали особенно напряжённо. На это время Нойрат арендовал небольшое офисное помещение в подвале здания социальных служб в городе Сомервилл (штат Массачусетс) — пришлось пойти на этот шаг для того, чтобы некоторым членам команды разработчиков, проживавшим в Массачусетсе, было легче добираться на работу. Из мебели были только дешёвые раскладные столы и «неудобные красные раскладные кресла». Разработка завершалась зимой, но комната продувалась сквозняками и плохо отапливалась. Для тестирования игры на наличие багов разработчики пригласили нескольких своих институтских друзей, в том числе Марка Лебланка. Спектор, по словам Чёрча, оставался в студии на протяжении полутора месяцев. Продюсер позже отмечал, что «в этой маленькой комнатке разработчики творили настоящее волшебство»: «Здесь создавалось нечто невероятное, ощущение этого прямо-таки витало в воздухе». Нойрат подытожил: «Несмотря на аскетическую обстановку, в последний момент всё удивительным образом встало на свои места, и через два года после начала разработки мы всё-таки довели свой продукт до стадии RTM». Релиз игры состоялся в марте 1992 года для компьютеров с операционной системой DOS.

### Технологии
Игровой движок Ultima Underworld создавался небольшой командой разработчиков. Алгоритм наложения текстур на полы, потолки и стены прописал программист Крис Грин. Движок позволяет ставить стены под углом в 45°, задавать высоту платформ и прочих элементов интерьера из множества тайлов, устраивать наклонные поверхности — многие из этих возможностей применялись впервые и стали новинкой для игровой индустрии. В частности, впервые в трёхмерной игре от первого лица персонажу предоставлялась возможность в реальном времени смотреть вверх и вниз, а также прыгать.
Большинство небольших объектов — персонажей, монстров и предметов — выполнены в виде двухмерных спрайтов, но некоторые встречающиеся объекты представлены в виде трёхмерных полигональных моделей. Разработчики отмечали, что эти редкие трёхмерные объекты поставлены на локациях с целью придания игре большей визуальной реалистичности. Движок использует довольно продвинутую физику для вычисления полёта бросаемых предметов. В ходе альфа-тестирования команда программистов потратила много сил на создание реалистичной системы освещения. Применённые новшества приводили к замедлению игры, и рекомендуемые системные требования стали чрезвычайно высокими. Даг Чёрч впоследствии приуменьшал значение использованных технологий, отмечая, что в тот момент эти вещи казались разработчикам совершенно естественными: «В принципе, мы просто сделали достаточно гибкое детальное окружение (для своего времени, конечно) в рамках разумного объёма памяти, снабдив это всё разумным набором доступных действий и возможностей». По его мнению, главной заслугой Ultima Underworld является скорее соединение элементов симулятора и РПГ, нежели техническая начинка.

## Отзывы
| Сводный рейтинг      | Сводный рейтинг                                             |
| Агрегатор            | Оценка                                                      |
| -------------------- | ----------------------------------------------------------- |
| GameRankings         | 80 %                                                        |
| Иноязычные издания   |                                                             |
| Издание              | Оценка                                                      |
| ACE                  | 938/1000                                                    |
| AllGame              | [ 29 ]                                                      |
| Datormagazin         | [ 30 ]                                                      |
| Dragon               | [ 6 ]                                                       |
| Power Play           | 94 %                                                        |
| Mega Zone            | 87 %                                                        |
| Play Time            | 95 %                                                        |
| Pelit                | 98 %                                                        |
| Svenska Hemdatornytt | 66 %                                                        |
| Награды              |                                                             |
| Издание              | Награда                                                     |
| Chicago Tribune      | Лучшая игра года                                            |
| Origins Award        | Лучшая фэнтезийная или научно-фантастическая игра 1992 года |

Ultima Underworld не принесла мгновенного коммерческого успеха, что вынудило Origin существенно сократить затраты на маркетинговую поддержку издаваемого продукта. Тем не менее, благодаря «сарафанному радио» с годами популярность игры постоянно росла, и в конечном счёте количество проданных копий составило почти 500 тысяч. Критики тепло встретили выпущенную игру, особенной похвалы удостоились реалистичная трёхмерная графика и самозаполняющиеся карты подземелья. В 1993 году игра стала лауреатом премии Origins Award в категории «Лучшая фэнтезийная или научно-фантастическая игра 1992 года» и номинировалась на премию Game Developers Conference.
Игровой журнал ACE назвал Ultima Underworld «следующим эволюционным шагом в ролевом жанре», а симуляцию выживания в подземелье охарактеризовал «пугающе реалистичной». Обозреватель отметил, что спрайтовые модели персонажей немного выбиваются из общей гнетущей атмосферы, но всё же подытожил обзор положительным отзывом: «Если у вас есть ПК, вы должны заполучить Ultima Underworld». По мнению обозревателя журнала Dragon, «сказать, что это лучшая игра про подземелья, в которую мы когда-либо играли — не сказать ничего», и она «оставляет тебя в недоумении, как вообще другие продукты индустрии компьютерных развлечений могут встать в один ряд с новыми стандартами, установленными „Бездной“?».
Аллен Гринберг из Computer Gaming World в 1992 году отозвался об игре как об «амбициозном проекте», но «не без толики проблем». Он похвалил «увлекательный сюжет и хорошо продуманные головоломки», однако при этом подверг критике «роботоподобное» управление и «сбивающие с толку» перспективы, отметив, что «в других подземельных играх есть гораздо более впечатляющие изображения и звуковые эффекты». Для него игра стала «приятным испытанием с подходящим уникальным игровым движком». Сотрудничающая в том же журнале Scorpia также дала положительную оценку, согласно которой, несмотря на незначительные огрехи, «щепетильно сконструированное реалистичное подземелье выглядит отменно». Позже в 1993 году она назвала графику грандиозной, а саму игру «обязательной к прохождению». Computer Gaming World впоследствии присудил Ultima Underworld звание лучшей ролевой игры года. Computer Shopper похвалил сюжет и персонажей, выразив мнение, что «во время прохождения возникает чувство попадания в виртуальную реальность». Обозреватель не счёл интерфейс достаточно интуитивным, но в целом одобрительно отозвался об игре как о затягивающей и заслуживающей внимания. Газета Chicago Tribune присвоила Ultima Underworld звание лучшей игры года, назвав её «невероятным триумфом воображения» и «сливками подземельного эпоса».
Были публикации и в неанглоязычных странах. Так, шведский журнал Datormagazin признал игру «первоклассной в своём роде». В Германии Power Play похвалил «техническое совершенство» и «превосходный сюжет», а Play Time поблагодарил разработчиков за отличное графическое и звуковое исполнение, назвав Ultima Underworld лучшей игрой месяца. Финский журнал Pelit сообщил: «Ultima Underworld — это нечто совершенно новое в сфере компьютерных ролевых игр. Виртуальное фэнтези „Бездны“ оставляет критиков без слов».
Ultima Underworld неоднократно попадала в списки лучших игр по тем или иным критериям, в том числе по версиям таких изданий, как GameSpy, IGN и Computer Gaming World. Журнал PC Gamer в 1997 году поставил её вместе с сиквелом на двадцатое место в списке пятидесяти лучших игр всех времён с пометкой, что «такую сильную интерактивность, заставляющие задуматься головоломки, не имеющее аналогов управление и реалистичную ролевую систему в каком-то смысле до сих пор никто не смог повторить». Читатели журнала Retro Gamer по итогам проведённого в 2004 году голосования поместили Ultima Underworld на 62-ю строку в списке лучших ретро-игр, а редакция назвала игру «однозначно одной из лучших частей долгоиграющей серии Ultima».

## Наследие
Ultima Underworld считается первой ролевой игрой, сочетающей в себе вид от первого лица, боевую систему в реальном времени и по-настоящему реалистичное трёхмерное окружение. Вскоре появились похожие стилистически трёхмерные игры, например, Legends of Valour выходила с рекламным слоганом «Ultima Underworld, уступи место!». По мнению сайта Gamasutra, все трёхмерные РПГ от Morrowind вплоть до World of Warcraft имеют общего предка в лице Ultima Underworld, как в графическом смысле, так и духовном — «как бы там ни было, игра вывела текстовые РПГ из области воображения прямиком в третье измерение». Музыкальное сопровождение, написанное композиторами Джорджем Сэнджером и Дейвом Говеттом, впервые в крупных играх от первого лица подаётся по динамическому принципу, когда чередование звуковых дорожек напрямую зависит от действий игрока во время прохождения.
Многие геймдизайнеры признавались, что Ultima Underworld оказала значительное влияние на их творчество. В числе её духовных последователей называют BioShock, и как отмечал её геймдизайнер Кен Левин, всеми своими идеями и всеми воплощаемыми проектами он в определённой мере обязан вдохновению, черпаемому из Ultima Underworld. Дизайнер серии Gears of War Клифф Блежински тоже отмечает влияние Ultima Underworld: The Stygian Abyss на раннем этапе своего творческого пути и говорит о том, что эта ролевая игра была для него гораздо большим источником вдохновения, нежели знаменитый Doom. Влияние было оказано на ряд других игр, включая The Elder Scrolls: Arena, Deus Ex, Deus Ex: Invisible War, Vampire: The Masquerade – Bloodlines и Half-Life 2. Тоби Гард отмечал, что во время разработки Tomb Raider он был большим фанатом Ultima Underworld и хотел смешать её трёхмерный стиль с полигональными персонажами, увиденными в файтинге Virtua Fighter. Игра в определённом смысле заложила основу для System Shock в компании Looking Glass Technologies.
Разработанный компанией id Software шутер Catacomb 3-D, несмотря на более раннюю дату выпуска, заимствует использованные в Ultima Underworld процедуры наложения текстур, хотя степень оказанного влияния не вполне установлена и на этот счёт есть разночтения. Так, автор книги Masters of Doom Дэвид Кушнер пишет, что Пол Нойрат и Джон Ромеро лишь в общих чертах обсуждали данную концепцию во время единственного телефонного разговора, состоявшегося между ними в 1991 году. С другой стороны, по воспоминаниям Дага Чёрча, Джон Кармак собственными глазами видел их демоверсию на летней выставке 1990 года и заявил тогда, что сможет написать процедуру наложения текстур, работающую быстрее. Нойрат имеет схожее мнение на этот счёт, вспоминая, что на той выставке присутствовали оба создателя Catacomb 3-D — Кармак и Ромеро.
Созданные для  Ultima Underworld графические технологии не оказали влияния на серию Ultima в целом, в номерных играх основной линейки Origin Systems продолжила использовать традиционную для серии двумерную графику с видом сверху. Так, в том же году вышла Ultima VII: The Black Gate, у которой двумерная графика была лучше, чем в Ultima Underworld. Трёхмерный движок впоследствии был улучшен и применён в сиквеле 1993 года Ultima Underworld II: Labyrinth of Worlds. Разработчики Looking Glass Studios вынашивали планы по созданию третьей части, однако руководство Origin Systems отклонило их предложения. В начале 2000-х годов интерес к продолжению серии проявила французская компания Arkane Studios, но правообладатель торговой марки Electronic Arts отказал им, и в итоге французы создали отдельную игру Arx Fatalis, позиционируя её как духовную наследницу Ultima Underworld.
Игра портировалась на японские компьютеры FM Towns и NEC PC-98 (1993), а также на приставку PlayStation (1997) — эти версии выходили только в Японии на японском языке и из-за региональной защиты мало известны широкой общественности. В версии для PlayStation спрайты монстров и персонажей заменены полигональными моделями, улучшено качество музыкального сопровождения, при этом интерфейс подвергся упрощению в пользу полноэкранного обзора вместо привычного оконного. Позже Нойрат обсуждал с Electronic Arts идею портирования игры на мобильные устройства Pocket PC, работающие под управлением операционной системы Windows Mobile — издатель не позволил ему заняться проектом самостоятельно, но предложил найти для реализации этой идеи какого-нибудь стороннего разработчика. В итоге такое соглашение было заключено с проявившей живой интерес студией ZIO Interactive, кроме того, в разработке приняли участие Даг Чёрч и студия Floodgate Entertainment. Порт увидел свет в мае 2002 года. В июне 2011 года в связке со второй частью игра была переиздана для операционных систем Windows и Mac OS X, распространялась на компакт-дисках и в сервисе цифровой дистрибуции GOG.com. Данная версия не адаптирована для современных систем, она просто поставляется в комплекте с эмулятором DOSBox.
В 2015 году студия OtherSide Entertainment, основанная Полом Нойратом и несколькими другими выходцами из Looking Glass, анонсировала полноценное продолжение под названием Underworld Ascendant. Игра официально лицензирована. Планируется, что её события будут происходить в Стигийской бездне Ultima Underworld, однако лицензия не распространяется на серию Ultima, поэтому упоминание серии убрано из названия.